# Froðba
Froðba é uma cidade situada na parte norte do fiorde Trongisvágsfjørður, na costa oriental da ilha de Suðuroy, nas Ilhas Faroés. Integra a comuna de Tvøroyri.

## História
De acordo com a tradição, Froðba é a povoação mais antiga de Suduroy. Um rei dinamarquês, Frode, terá chegado à costa local de barco e aí se terá instalado, tendo criado uma quinta com ovelhas e vacas. O local recebeu o seu nome em honra do rei. Um ano mais tarde, o rei terá regressado à Dinamarca, com pessoas e ovelhas. Alguns historiadores acreditam que o nome atual Froðba deriva do nome antigo Froðebøur, que significa terreno de Frode.
Os terrenos onde hoje se situa Tvøroyri pertenciam a Froðba. A sucursal do real monopólio comercial dinamarquês local foi aí construída, em 1836, tendo Tvøroyri sido criada nessa altura. 
Em 1840, foi construída uma igreja em Froðba, que acabaria por ser transferida para Tvøroyri, em 1856.

## Ligações externas

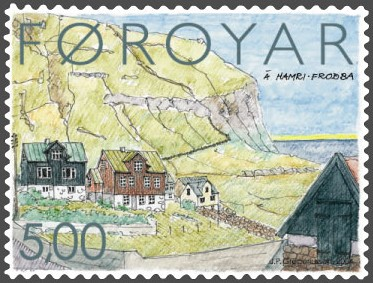
Selo das Ilhas Faroés representando Froðba